# باتريسيا دريك
باتريسيا دريك هي ممثلة كندية، ولدت في 10 يونيو 1957 في كندا.

## وصلات خارجية
- باتريسيا دريك على موقع IMDb (الإنجليزية)
- باتريسيا دريك على موقع ميتاكريتيك (الإنجليزية)
- باتريسيا دريك على موقع روتن توميتوز (الإنجليزية)
- باتريسيا دريك على موقع ألو سيني (الفرنسية)
- باتريسيا دريك على موقع أول موفي (الإنجليزية)
- باتريسيا دريك على موقع قاعدة بيانات الفيلم (الإنجليزية)
- باتريسيا دريك على موقع كينوبويسك (الروسية)
- باتريسيا دريك على موقع ANN person (الإنجليزية)